# Roman Hrobelski
Roman Hrobelski, ps. „Brodycz”, „Roman” (ur. 1919 w Stefkowej, zm. 8 lutego 1949 w Rzeszowie) – ukraiński nacjonalista, porucznik UPA.
Członek Organizacji Ukraińskich Nacjonalistów (OUN), w UPA od lipca 1944 (wstąpił do UPA w Bereżnicy). Początkowo dowódca czoty w sotni „Hromenki”, następnie dowódca czoty w sotni „Karmeluka”. Od maja do września 1946 był dowódcą tej samej sotni „Udarnyky 2” (94), należącej do 1 kurenia „Udarnyky” pod dowództwem „Rena”.
W 1948 został zatrzymany na terenie Czechosłowacji i przekazany władzom polskim. 14 stycznia 1949 skazany na karę śmierci przez Wojskowy Sąd Rejonowy w Rzeszowie i stracony 8 lutego 1949 w Rzeszowie.

## Literatura
- Grzegorz Motyka. Tak było w Bieszczadach. Walki polsko-ukraińskie w Polsce 1943–1948, Warszawa 1998, ISBN 83-7233-065-4.
- Grzegorz Motyka. Ukraińska partyzantka 1942-1960, Warszawa 2006, ISBN 83-7399-163-8.